# Offramp
Offramp – trzeci studyjny (trzeci w dyskografii) album grupy Pat Metheny Group, nagrany w październiku 1981 r. i wydany w 1982 r. przez wytwórnię ECM. Album zdobył w 1983 r. nagrodę Grammy w kategorii Best Jazz Fusion Performance.

## Lista utworów
1. „Barcarole” (Metheny, Mays i Vasconcelos) – 3:18
2. „Are You Going With Me?” (Metheny i Mays) – 8:51
3. „Au Lait” (Metheny i Mays) – 8:31
4. „Eighteen” (Metheny, Mays i Vasconcelos) – 5:09
5. „Offramp” (Metheny i Mays) – 5:58
6. „James” (Metheny i Mays) – 6:45
7. „The Bat Part II” (Metheny i Mays) – 3:50

## Skład zespołu
- Pat Metheny – gitary, syntezatory, gitara basowa
- Lyle Mays – instrumenty klawiszowe, organy, harfa
- Steve Rodby – gitara basowa
- Danny Gottlieb – perkusja
- Nana Vasconcelos – wokal, perkusja, instrumenty perkusyjne, berimbau

## Miejsca na listachBillboardu
| Rok  | Lista        | Miejsce |
| ---- | ------------ | ------- |
| 1982 | Black Albums | 43      |
| 1982 | Jazz Albums  | 1       |
| 1982 | Pop Albums   | 50      |